# Fortezza di Kachaghakaberd
Kachaghakaberd è una fortezza che si trova in Azerbaigian, nella ex repubblica di Artsakh (denominata fino al 2017 repubblica del Nagorno Karabakh) nella regione di Askeran.
Sorge in cima ad un rilievo a 1700 m di altitudine, nei pressi di quello che era il confine con la regione di Martakert, ed è accessibile solo attraverso un sentiero di montagna che si inerpica attraverso i fitti boschi che ricoprono la zona. Lo sperone roccioso su cui si ergeva costituiva da solo una difesa naturale sicché l'intervento di fortificazione dell'uomo è risultato ridotto.
Popolarmente è chiamata anche "la fortezza della gazza" allusione forse al fatto che solo questo tipo di uccelli poteva spingersi fino alla cima della montagna e raggiungere la costruzione. Ma in passato era anche denominata "Forte di Khachen" dal nome del villaggio omonimo che si trova a qualche chilometro di distanza e con chiaro riferimento al Principato di Khachen che sorgeva in questa regione.
Incerta è la datazione dell'opera: in uno scritto del IX secolo dello storico Movses Kaghanakatvatsi viene riportato che la principessa Spram per salvarsi si nascose nella fortezza. Di certo la conformazione del terreno aveva indotto a fortificare la roccia e creare un baluardo a difesa dei proprietari della regione (Metsaranits).
La cima della montagna, con una leggera inclinazione verso sud, sui lati settentrionale, occidentale e orientale, è circondata da pareti di roccia levigata alte 50–60 m che le rende di fatto inattaccabili. L'unico punto debole è il versante meridionale, dove anticamente si trovava l'entrata. Ancora oggi l'accesso è difficoltoso e necessita di tratti arrampicata. La struttura attuale non rende l'idea dell'impianto originario: da lontano il forte sembra piccolo (ed è andato quasi tutto perduto) ma in realtà esso occupava un'area piuttosto vasta. Ancora si possono distinguere tracce di molti edifici e passaggi segreti scavati nella roccia. Per l'approvvigionamento idrico al centro del forte erano stati scavati nella roccia due bacini di raccolta dell'acqua piovana; c'era anche una sorgente ai piedi della montagna.
Alla base del forte, lungo le pendici dei rilievi si trovavano piccole cappelle ed insediamenti oggi completamente avvolti dalla foresta.

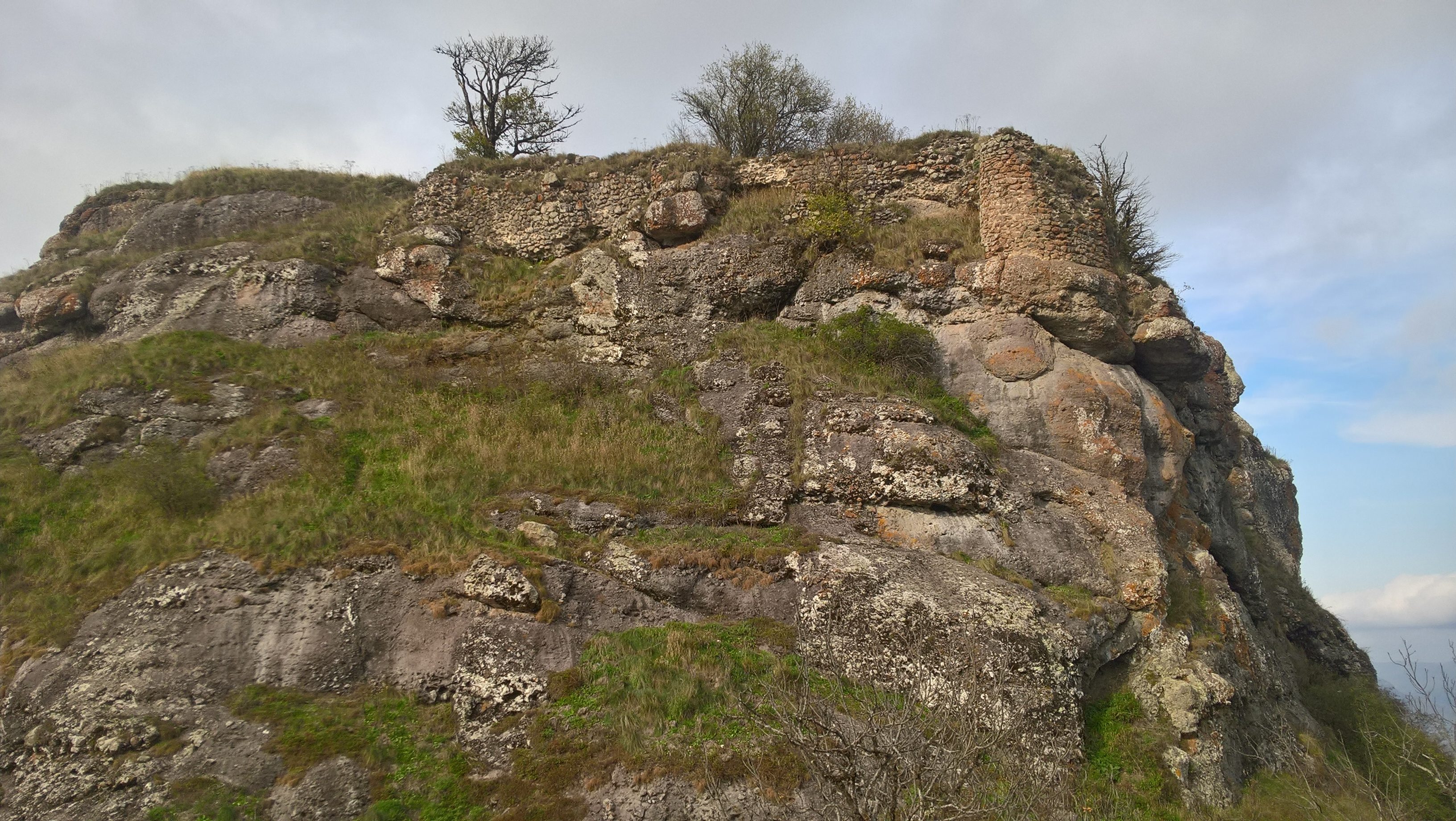